# Zygmunt Mackiewicz (chirurg)
Zygmunt Mackiewicz (ur. 1931 w Birżach, zm. 8 października 2015 w Bydgoszczy) – polski lekarz, chirurg, prof. dr hab. n. med., prezes Towarzystwa Chirurgów Polskich (1997–1999), współtwórca bydgoskiej Akademii Medycznej im. Ludwika Rydygiera.

## Życiorys
Odbył studia na Wydziale Lekarskim Akademii Medycznej w Poznaniu, w 1964 obronił pracę doktorską, otrzymując doktorat, a w 1977 habilitował się na podstawie oceny dorobku naukowego i pracy. W 1977 został pracownikiem Akademii Medycznej w Gdańsku, gdzie objął kierownictwo Kliniki Chirurgii w filii w Bydgoszczy. To m.in. dzięki jego staraniom filia została przekształcona w zamiejscowy Wydział Lekarski, a w 1984 r. w Akademię Medyczną im. Ludwika Rydygiera. 
W 1987 został profesorem nadzwyczajnym Akademii Medycznej w Bydgoszczy, a w 1997 uzyskał tytuł profesora zwyczajnego. W 1988 nadano mu tytuł profesora nauk medycznych. Pracował w Katedrze i Klinice Chirurgii Ogólnej i Naczyń na Wydziale Lekarskim, którymi kierował przez ponad 20 lat, oraz w Katedrze i Zakładzie Klinicznych Podstaw Fizjoterapii na Wydziale Nauk o Zdrowiu w Akademii Medycznej w Bydgoszczy.
Pełnił funkcję prezesa Towarzystwa Chirurgów Polskich w latach (1997–1999), wiceprezesa Bydgoskiego Towarzystwa Naukowego, członka Komitetu Patofizjologii Klinicznej VI Wydziału – Nauk Medycznych Polskiej Akademii Nauk, oraz członka zarządu Polskiego Towarzystwa Angiologicznego i profesora zwyczajnego w Bydgoskiej Wyższej Szkole w Bydgoszczy.
Inicjator i pierwszy przewodniczący Stowarzyszenia Odbudowy Fontanny Potop.

## Odznaczenia i upamiętnienie
- Krzyż Oficerski Orderu Odrodzenia Polski[4]
- Odznaka Gloria Medicinae[3]
- 2013: Doctor honoris causa Uniwersytetu Mikołaja Kopernika w Toruniu[3]
- 2016, kwiecień - dąb upamiętniający profesora w Alejach Ossolińskich w Bydgoszczy
- 2016, 15 maja: Ławeczka Profesora Zygmunta Mackiewicza w Bydgoszczy[5]
- 18 grudnia 2019: patronat ulicy w Bydgoszczy-Fordonie[6]